# Richard van der Riet Woolley
Pour les articles homonymes, voir Woolley.
Sir Richard van der Riet Woolley, né le 24 avril 1906 à Weymouth et mort le 24 décembre 1986 à Somerset West, est un astronome britannique. Le nom de jeune fille de sa mère est Van der Riet.

## Biographie
Il part en Afrique du Sud quand ses parents s'y installent pour leur retraite et est diplômé de l'université du Cap. Il retourne au Royaume-Uni et étudie à l'université de Cambridge. Après deux ans à l'observatoire du Mont Wilson, il retourne de nouveau au Royaume-Uni en 1931.
Il est spécialisé en astronomie solaire et est nommé en 1939 directeur de l'observatoire solaire du Commonwealth à Canberra en Australie.
Il est l'un des 24 membres fondateurs de l'Académie australienne des sciences, créée en 1954.
Plus tard, il revient au Royaume-Uni occuper son poste d'Astronome royal de 1956 à 1971. Il déplace l'observatoire royal de Greenwich de Greenwich à Herstmonceux.
Il reçoit la médaille d'or de la Royal Astronomical Society en 1971. De 1972 à 1976, il est directeur du nouvel observatoire astronomique sud-africain. Il part en retraite à la fin des années 1970 et passe l'essentiel de la fin de sa vie en Afrique du Sud.